# Nicolaus (Kalifornija)
Nicolaus je naseljeno područje za statističke svrhe u američkoj saveznoj državi Kalifornija. Prema popisu stanovništva iz 2010. u njemu je živjelo 211 stanovnika.